# Stadion Pod Vinicí
Stadion Pod Vinicí – stadion piłkarski w Pardubicach, w Czechach. Został otwarty w 1934 roku. Może pomieścić 3000 widzów. Swoje spotkania rozgrywają na nim piłkarze klubu FK Pardubice.
Od 1922 roku klub AFK Pardubice (późniejsza Tesla Pardubice) posiadała swoje boisko położone niedaleko brzegu rzeki Łaby (tzw. „hřiště pod Bubenčem”). W 1930 roku boisko to jednak zlikwidowano, a w jego miejscu powstał nowy Všesportovní stadion (obecnie zwany „Letním”). AFK Pardubice po likwidacji starego boiska przeniósł się na tzw. „hřiště na Olšinkách”, należące do miejscowego Sokoła. Klub czynił jednak starania o pozyskanie terenu pod budowę własnego boiska. Teren ten klub uzyskał w 1934 roku w miejscu zwanym „pod Vinicí”, gdzie AFK miał już wcześniej dom klubowy, kręgielnię i korty tenisowe. Nowe boisko wraz z szatniami i trybuną powstało w przeciągu zaledwie trzech tygodni. Pod koniec lat 60. XX wieku rozpoczęto budowę nowej trybuny głównej, jednak na jej otwarcie trzeba było czekać 30 lat. W 2008 roku po połączeniu Tesli, Juniora i MFK Pardubice powstał nowy klub – FK Pardubice. Po awansie tego zespołu do II ligi w 2012 roku przeprowadzono remont trybuny głównej.